# 타니야마 키쇼
타니야마 키쇼(일본어: 谷山 紀章 たにやま きしょう[*], 1975년 8월 11일 ~ )는 일본의 성우이다. 야마구치현 우베시 출신. 켄 프로덕션 소속.

## 출연작

### TV 애니메이션
1998년
- 멋지다 마사루 (카와시마)

2000년
- 핸드 메이드 메이 (쥴리아노)

2001년
- 오프사이드 (요네다)

2002년
- 최종병기 그녀(타케)
- 우정의 그라운드 (타카미자와 켄이치)

2003년
- 병속의 요정(선생님)
- 네가 바라는 영원 (나루미 타카유키)

2004년
- DearS(이쿠하라 타케야)
- 선생님의 시간(세키 죠지)
- 택틱스 (사카타 키미시게)
- 미도리의 나날 (사와무라 세이지)

2005년
- 라무네(토모사카 켄지)
- Canvas2~무지개 빛의 스케치~(야나기 신이치로)
- 메이저 2기 (아쿠츠)
- 우에키의 법칙 (B.J)
- 조이드 제네시스 (론 망간)
- 페토페토씨 (모리구치 제레미)

2006년
- 도키메키 메모리얼 Only Love(이시우치 이치로)
- 서쪽의 착한 마녀(유시스 롤랜드)
- 금색의 코르다 ~primo passo~ (츠키모리 렌)
- 두근두근 이웃사촌 (유우키 코고로)
- 주광의 스트레인 (디콘 시드닉)
- 무장연금 (하야사카 슈스이)

2007년
- 크게 휘두르며 (하나이 아즈사)
- 천원돌파 그렌라간 (키탄)
- 일곱빛깔 드롭스 (키사라기 나츠메)
- 오버 드라이브 (야마토 타케시)
- 스카이걸스 (타치바나 료헤이)

2008년
- 순정 로맨티카 (타카하시 타카히로)
- S.A 스페셜 에이 (사이가 야히로)
- 절대가련 칠드런 (사카키 슈지)
- 어떤 마술의 금서목록 (스테일 마그누스)

2009년
- 금색의 코르다 Second Passo (츠키모리 렌)
- 강각의 레기오스 (샤니드 에립튼)
- NEEDLESS (사텐)
- 판도라 하츠 (글렌 바스커빌)
- 블리치 (풍사)

2010년
- 크게 휘두르며 세컨드 시즌 (하나이 아즈사)
- 누라리횬의 손자 (키요쥬지 키요츠구)
- 어떤 마술의 금서목록II (스테일 마그누스)
- 토가이누의 피 (군지)

2011년
- 노래의 왕자님 진심 LOVE 1000% (시노미야 나츠키)

2012년
- 이나즈마 일레븐 GO2 크로노 스톤 (알파)
- 백곰카페 (나무늘보 / 호랑이)

2013년
- 진격의 거인 1기 (쟝 키르슈타인)
- 암네시아 (잇키)
- 쿠로코의 농구 2기 (히무로 타츠야)
- 노래의 왕자님 진심 LOVE 2000% (시노미야 나츠키)

2014년
- 막부말Rock (사카모토 료마)

2015년
- 노래의 왕자님 진심 LOVE 레볼루션즈 (시노미야 나츠키)
- 쿠로코의 농구 3기 (히무로 타츠야)
- 진격! 거인 중학교 (쟝 키르슈타인)

2016년
- 문호 스트레이독스 (나카하라 츄야)
- 불쾌한 모노노케안 (죠마츠)
- 노래의 왕자님 진심 LOVE 레전드스타 (시노미야 나츠키)

2017년
- 진격의 거인 2기 (쟝 키르슈타인)

2018년
- 진격의 거인 3기 1쿨 (쟝 키르슈타인)

2019년
- 진격의 거인 3기 2쿨 (쟝 키르슈타인)
- 문호 스트레이독스 (나카하라 츄야)

2020년
- 진격의 거인 파이널 1쿨 (쟝 키르슈타인)
- 진격의 거인 파이널 2쿨 (쟝 키르슈타인)

2021년
- 문호 스트레이독스 멍! (나카하라 츄야)

2022년
2023년
- 문호 스트레이독스 (나카하라 츄야)

### OVA
2001년
- ONE~빛나는 계절로~(오리하라 코헤이)

2004년
- 선생님의 시간 GOLD(세키 죠지)

2005년
- 최종병기 그녀 OVA:Another Love Song(나카무라)

2006년
- 스카이 걸즈 OVA (타치바나 료헤이)

2007년
- 네가 바라는 영원 ~넥스트 시즌~ OVA (나루미 타카유키)

### 인터넷
2006년
- 아유마유 극장 (나루미 타카유키)

### 게임
2000년
- 만나고 싶어… ~your smiles in my heart~ (미요시 나오히토)

2002년
- 원죄 eine falsche Beschuldi-gung (듀라) : 스기사키 카즈야 (杉崎和哉) 명의

2003년
- 금색의 코르다 (츠키모리 렌)

2004년
- 네가 바라는 영원 ~special FanDisk~ (나루미 효스케)
- 환상수호전IV (스노우 핑거후트)
- Monochrome (나카죠 아타라)
- 진설 엽기의 우리 (반도 하야토) : 스기사키 카즈야 (杉崎和哉) 명의

2005년
- 절대 복종 명령 (아슈라프 아리 이브라힘) : 스기사키 카즈야 (杉崎和哉) 명의
- 토가이누의 피 (군지) : 스기사키 카즈야 (杉崎和哉) 명의
- 천외마경III NAMIDA (오니마루)
- Angel's Feather 흑의 잔영·호박의 눈동자 (후루야 유키히코)
- Twelve ~전국봉신전~ (야마토)
- Rhapsodia (스노우 핑거후트)
- 물의 선율 (테즈카 쿄스케)
- 검명 흩어지다 (와타리 시로베) : 스기사키 카즈야 (杉崎和哉) 명의
- 꿈을 꾸는 약 (츠바키 히로후미) : 스기사키 카즈야 (杉崎和哉) 명의

2006년
- 마브러브 올터네이티브 18금판 (사위 부대 지휘관) : 스기사키 카즈야 (杉崎和哉) 명의
- Love☆Drops ~미라클 동거 이야기~ (시퍼)
- 일곱빛깔★드롭스 (키사라기 나츠메) : 스기사키 카즈야 (杉崎和哉) 명의
- 마브러브 올터네이티브 전연령판 (사위 부대 지휘관)
- 물의 선율2 비의 기억 (테즈카 쿄스케)
- 파레드레느 (이리야)
- Under The Moon (레니) : 스기사키 카즈야 (杉崎和哉) 명의

2007년
- 조풍이 사라지는 바다에 (토죠 코스케) : 스기사키 카즈야 (杉崎和哉) 명의
- 금색의 코르다 2 (츠키모리 렌)
- 프린세스 나이트 메어 (프랑켄 리스링)
- 러브☆돌 ~Love☆Drops~ (시퍼)
- EXE (카모 히사시) : 스기사키 카즈야 (杉崎和哉) 명의
- 무장연금 잘왔습니다 파피용 파크에 (하야사카 슈헤이)
- 록맨 젝스 어드벤트 (콘드록 더 벌처로이드)
- 금색의 코르다 2 앙코르 (츠키모리 렌)
- 일곱빛깔★드롭스 Pure!! (키사라기 나츠메)
- 파레드레느 -Palais de Reine- (이리야)
- Kingdom Under Fire : Circle Of Doom (큐리안)
- 크게 휘두르며 진짜 에이스가 될 수 있을지도 (하나이 아즈사)
- Dies irae -Also sprach Zarathustra- (빌헬름 에렌브루그) : 스기사키 카즈야 (杉崎和哉) 명의
- Under The Moon -달빛 그림책- (레니) : 스기사키 카즈야 (杉崎和哉) 명의

2008년
- 두근두근 메모리얼 Girl's Side 2nd Season (마지마 타로)
- 방과후는 백은의 조사로 (효도 토마)
- 토가이누의 피 True Blood (군지)

### 극장판 애니메이션
2018
- 문호 스트레이독스 Dead apple (나카하라 츄야)
- 진격의 거인: 각성의 포효 (쟝 키르슈타인)

2024
- 진격의 거인 더 라스트 어택 (쟝 키르슈타인)